# Складчастість успадкована
Складчастість успадкована (рос. складчатость унаследованная, англ. posthumous folding; posthume Faltung f – складчастість гірських порід, що формується в результаті ослаблених орогенічних рухів, які відбуваються слідом за закінченням головної фази складчастості, і загалом повторює напрямок складчастих форм, утворених протягом попереднього складкоутворення. Син.: складчастість постумна.

## Різновиди складчастості
| - Атектонічна складчастість - Складчастість платформна - Складчастість течії - Складчастість діапірова - Складчастість постумна - Складчастість гравітаційна - Складчастість брилова - Складчастість голоморфна - Складчастість ідіоморфна - Складчастість дисгармонійна - Складчастість нагнітання | - Складчастість куполоподібна - Складчастість успадкована - Складчастість конседиментаційна - Кулісоподібна складчастість - Складчастість паралельна - Складчастість накладена - Складчастість головна - Складчастість поперечна - Складчастість проміжна - Складчастість консеквентна - Складчастість бокового тиску |